# راب هیوبل
راب هیوبل (به انگلیسی: Rob Huebel) (زاده ۴ ژوئن ۱۹۶۹) بازیگر و کمدین آمریکایی است.

## گزیدهٔ فیلم‌شناسی
- بولینگ برای کلمباین (۲۰۰۲)
- نوربیت (۲۰۰۷)
- استاد عشق (۲۰۰۸)
- دوستت دارم، مرد (۲۰۰۹)
- من نفرت‌انگیز (۲۰۱۰)
- اون‌یکی‌ها (۲۰۱۰)
- زندگی آن‌طور که می‌شناسیمش (۲۰۱۰)
- فاکرهای کوچک (۲۰۱۰)
- کاغذ مگس‌کش (۲۰۱۱)
- زادگان (۲۰۱۱)
- سلست و جس برای همیشه (۲۰۱۲)
- وقتی حامله هستی باید منتظر چه چیزی باشی (۲۰۱۲)
- جستجوی دوستی برای آخرالزمان (۲۰۱۲)
- بچه جهنمی (۲۰۱۳)
- به جنگل خوش آمدید (۲۰۱۳)
- رئیس‌های وحشتناک ۲ (۲۰۱۴)
- غیرمرگبار (۲۰۱۵)
- شب‌زنده‌داران (۲۰۱۵)
- خانم استیونز (۲۰۱۶)
- کیانو (۲۰۱۶)
- گارد ساحلی (۲۰۱۷)
- خانه (۲۰۱۷)
- خودجوش (۲۰۲۰)
- شما مردم (۲۰۲۳)

### تلویزیون
- زیاد ذوق‌زده نشو (۲۰۰۵)
- بیمارستان کودکان (۲۰۱۶-۲۰۰۸)
- گری مجرد (۲۰۰۹)
- اداره (۲۰۱۰-۲۰۰۹)
- بابای آمریکایی! (۲۰۱۹-۲۰۰۹)
- خانواده مدرن (۲۰۱۱)
- آشنایی با مادر (۲۰۱۲)
- برگری باب (۲۰۱۹-۲۰۱۲)
- کمدی بنگ! بنگ! (۲۰۱۵-۲۰۱۳)
- مأموران شیلد (۲۰۱۴)
- کماندار (۲۰۱۵)
- فامیلی گای (۲۰۱۶)
- بروکلین نه-نه (۲۰۱۷)
- چگونه پایان می‌پذیرد (۲۰۲۱)